# Sedlec (district de Břeclav)
Pour les articles homonymes, voir Sedlec.
Sedlec (en allemand : Voitelsbrunn) est une commune du district de Břeclav, dans la région de Moravie-du-Sud, en République tchèque. Sa population s'élevait à 866 habitants en 2020.

## Géographie
Sedlec se trouve à la frontière avec l'Autriche, à 15 km à l'ouest-nord-ouest de Břeclav, à 47 km au sud de Brno et à 218 km au sud-est de Prague.
La commune est limitée par Bulhary, Lednice et Hlohovec à l'est, par Valtice au sud, par l'Autriche à l'ouest et par Mikulov au nord-ouest.

## Histoire
La première mention écrite du village date de 1305.